# Всеволод II
Всеволод II Олгович е велик княз на Киевска Рус от 1139 до 1146. Заема мястото на своя братовчед Вячеслав и е наследен от по-малкия си брат Игор Олгович.

## Живот
Той е син на Олег Светославич и византийката Теофания Музалон.
От 1127 до 1139 Всеволод Олгович е княз на Чернигов. След смъртта на Ярополк II велик княз в Киев става неговият брат Вячеслав. Всеволод предявява претенциите към трона на наследниците на Олег Светославич, които съгласно системата за наследяване в Киевска Рус са по-основателни от тези на наследниците на Владимир Мономах. С голяма армия той наближава Киев и принуждава Вячеслав да се оттегли в Туров и да го признае за велик княз.
Управлението на Всеволод II е свързано с непрекъснати междуособни войни между многобройните наследници на Олег Светославич и Владимир Мономах, в които се включват и князете на Галич и Полоцк.
От 1116 Всеволод Олгович е женен за Агатия, дъщеря на Мстислав Велики и внучка на Владимир Мономах.